# Iglesia de San Lucas (Toledo)
La iglesia de San Lucas es un edificio de la ciudad española de Toledo. Una alta tapia, unida al edificio de la iglesia, sirve de cerca al antiguo cementerio parroquial, donde se dice que fueron enterrados los últimos metropolitanos mozárabes. 

## Descripción

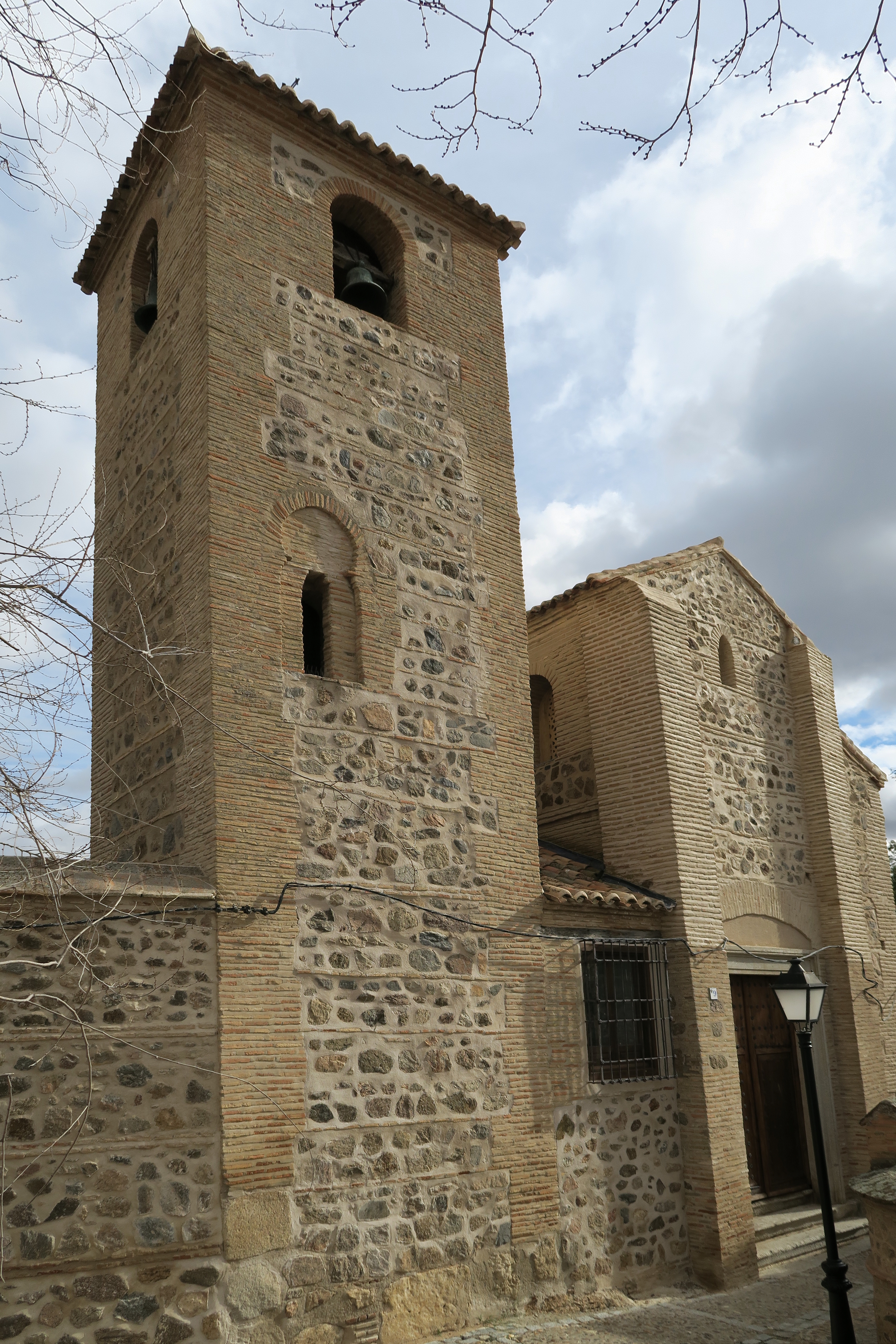
Torre de la iglesia

La irregular disposición del muro sur y la consiguiente asimetría de la inmediata nave de la epístola podrían sugerir la idea de la adaptación de una mezquita como iglesia cristiana. 
A una primera etapa constructiva, de finales del siglo XII, parece corresponder la estructura interior de las naves, que presentan arcos de herradura enmarcados por alfiz, con vanos en la parte superior, pilares de ladrillo, descantillados en forma ochavada, y techumbre de madera, en la nave central, que es una armadura a par y nudillo con decoración pintada en la tabicas, alternando motivos vegetales con escudos de un toro. 
A esa misma etapa constructiva corresponde el trazado de la cabecera, con testero, cuya tipología se acerca a la de los edificios mozárabes, con pilares que se prolongan hasta la entrada de la capilla mayor, en cortos muros con función de iconostasis, para separarla de las naves, y la torre, adosada a los pies de la nave del evangelio, que repite la estructura interior de machón cuadrado, rodeado por las escaleras de acceso al cuerpo de campanas. 
Finalizada esta primera edificación, la parroquia mantuvo el culto en los siglos siguientes. Conserva varias lápidas sepulcrales, así como restos de pinturas fechadas a fines del siglo XV o comienzos del XVI. 

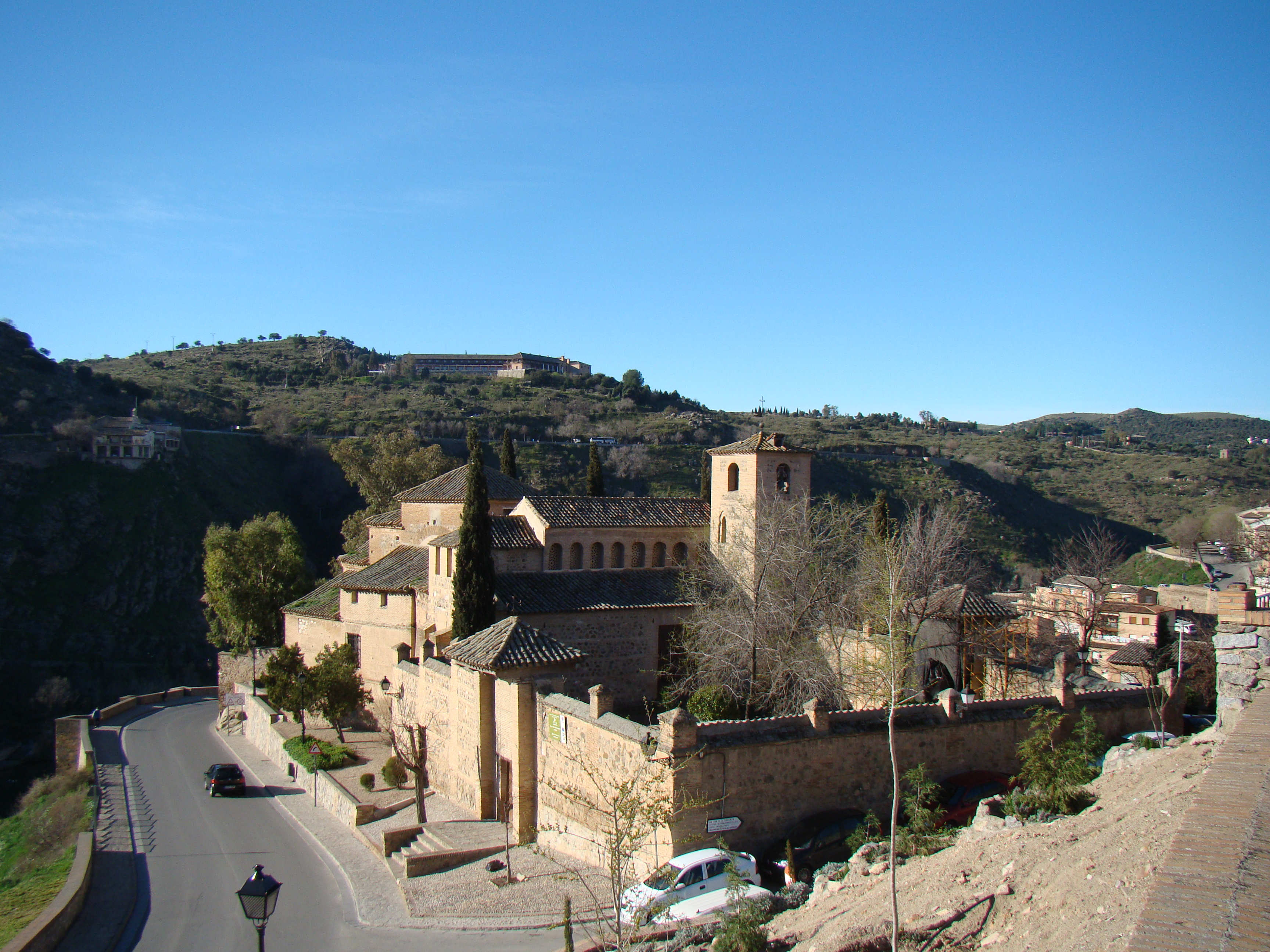
Vista general

La segunda fase constructiva corresponde a los primeros años del siglo XVII, momento en que se acometen unas obras para incorporar al edificio la capilla de la Virgen de la Esperanza. Esta incorporación obligó a modificar el lateral de la anterior iglesia mudéjar y, sobre todo, transformó el espacio interior al crear un nuevo eje transversal, que anula el longitudinal de las naves primitivas. La obra, de planta ligeramente rectangular, está dominada por el primer tramo cuadrado, cubierto por la cúpula, al que se incorpora el breve espacio del presbiterio. 
La construcción de la nueva capilla supuso la restauración de todo el edificio; se rehicieron sus muros exteriores y, además, se remodeló la capilla mayor, sustituyendo su primitiva bóveda por una cúpula.